# Urocampus nanus
Urocampus nanus är en fiskart som beskrevs av Günther, 1870. Urocampus nanus ingår i släktet Urocampus och familjen kantnålsfiskar. Inga underarter finns listade i Catalogue of Life.